# Vasīleh Yek
Vasīleh Yek (persiska: وسیله یک) är en ort i Iran.   Den ligger i provinsen Khuzestan, i den västra delen av landet, 500 km sydväst om huvudstaden Teheran. Vasīleh Yek ligger 26 meter över havet och antalet invånare är 158.
Terrängen runt Vasīleh Yek är mycket platt. Runt Vasīleh Yek är det ganska tätbefolkat, med 139 invånare per kvadratkilometer. Närmaste större samhälle är Ḩamīdīyeh, 7,5 km söder om Vasīleh Yek. Omgivningarna runt Vasīleh Yek är i huvudsak ett öppet busklandskap.